# サンドウィッチマンのご当地アイドル発掘団
『サンドウィッチマンのご当地アイドル発掘団』（サンドウィッチマンのごとうちアイドルはっくつだん）は、2011年4月2日から同年7月9日までTOKYO MXで放送されていたバラエティ番組。全15回。放送時間は毎週土曜 19:00 - 20:00。

## 概要
お笑いコンビのサンドウィッチマンが日本各地のご当地アイドルをプロデュースしていた番組。

## 出演者
- 富澤たけし（サンドウィッチマン）
- 伊達みきお（サンドウィッチマン）
- 青島あきな
- 篠原冴美
- 高嶋佑明（占い師）

## 放送リスト
| #  | 放送日（TOKYO MXテレビ） | エリア        | ご当地アイドル                          |
| -- | ------------------------ | ------------- | --------------------------------------- |
| 1  | 2011年4月2日             | 名古屋 大須   | OS☆U（Osu Super idol Unit）             |
| 2  | 4月9日                   | 名古屋        | アイドル教室                            |
| 3  | 4月16日                  | 名古屋        | 城奈菜美                                |
| 4  | 4月23日                  | 名古屋        | 侑莉愛                                  |
| 5  | 4月30日                  | 埼玉県        | pinkish                                 |
| 6  | 5月7日                   | 東京都 赤羽   | AKBN 0（現・Nゼロ）                     |
| 7  | 5月14日                  | 静岡県        | H&A.                                    |
| 8  | 5月21日                  | 静岡県        | MAI、高井ちか                           |
| 9  | 5月28日                  | 大阪府        | SKETCH                                  |
| 10 | 6月4日                   | 大阪府        | ファンタ☆ピース（現・ネップシスターズ） |
| 11 | 6月11日                  | 大阪府 日本橋 | ポンバシwktkメイツ                      |
| 12 | 6月18日                  | 東京都 渋谷   | CANDY GO!GO!                            |
| 13 | 6月25日                  | 東京都 秋葉原 | でんぱ組.inc                            |
| 14 | 7月2日                   | 東京都 六本木 | アイドルカレッジ                        |
| 15 | 7月9日 （最終回）        | 群馬県 赤城   | AKG（あかぎ団）                         |

### コーナー
- 「50m走告白」「遠投コマーシャル」「富山紀信グラビア撮影のコーナー」「ご当地アイドル男子禁制パジャマトーク」

### 企画
- ホスト界のアイドルを目指せ! ホストアイドルユニットプロジェクト始動! ユニット名「Luxy（ラグジー）」
  - 2011年6月16日、東京都六本木のmorph-tokyoにて初ライブを行った。

## DVD

### 番組
- サンドウィッチマンのご当地アイドル発掘団 VOL.1 名古屋編（2011年7月21日、東映株式会社）
- サンドウィッチマンのご当地アイドル発掘団 VOL.2 埼玉＆赤羽編（2011年8月5日、東映株式会社）
- サンドウィッチマンのご当地アイドル発掘団 VOL.3 浜松編（2011年9月21日、東映株式会社）
- サンドウィッチマンのご当地アイドル発掘団 VOL.4 大阪編（2011年10月21日、東映株式会社）
- サンドウィッチマンのご当地アイドル発掘団 VOL.5 大阪&渋谷編（2011年11月21日、東映株式会社）
- サンドウィッチマンのご当地アイドル発掘団 VOL.6 秋葉原&六本木編（2011年12月9日、東映株式会社）
- サンドウィッチマンのご当地アイドル発掘団 VOL.7 群馬&夏祭り! 編＜完＞（2012年1月21日、東映株式会社）

### イベント
- サンドウィッチマンのご当地アイドル発掘団 夏祭り! （2011年8月13日、原宿アストロホール）
  - 出演者：サンドウィッチマン、青島あきな、篠原冴美、OS☆U、SKETCH、fanta☆peace、でんぱ組.inc、アイドルカレッジ他